# Pseudoplesiops wassi
Pseudoplesiops wassi is een straalvinnige vissensoort uit de familie van dwergzeebaarzen (Pseudochromidae). De wetenschappelijke naam van de soort is voor het eerst geldig gepubliceerd in 2003 door Gill & Edwards.